# 서른아홉, 열아홉
《서른아홉, 열아홉》(프랑스어: 20 ans d'écart)는 2013년에 개봉한 프랑스의 로맨틱 코미디 영화이다. 다비드 모로가 감독과 공동각본을 맡았으며, 비르지니 에피라와 피에르 니네가 주연으로 출연했다. 피에르 니네가 카부르 영화제에서 남우주연상을 탔다.

## 줄거리
아름답고 보수적인 38살 알리스는 잡지 르벨(반란)의 편집장 자리를 노리고 있다. 개방적인 여성을 선호하는 윗선의 마음에 들기 위해 알리스는 우연히 만나 자신에게 반한 갓 스무살 대학생 발타자르와의 만남을 지속한다.

## 출연

### 주연
- 비르지니 에피라 - 알리스 역
- 피에르 니네 - 발타자르 역

### 조연
- 샤를 베를링
- 질 코엔
- 카미유 자피
- 미카엘 아비불
- 아멜리에 글렌
- 그자비에 르메트르
- 루이도 드랑크쟁
- 다이애나 스튜어트
- 아르튀르 마제
- 프랑수아 시빌
- 블랑슈 가르댕

## 기타
- 조감독: 윌리엄 프루스
- 사운드슈퍼바이저: 구에놀레 르보르뉴
- 미술: 장 라바스
- 세트: 필리프 코르돔
- 분장팀: 미셸 방 브뤼셀
- 의상: 이자벨 파네티에